# Леприндокан
Леприндокан — озеро в Каларском районе Забайкальского края России. Расположено на отроге Каларского хребта, на высоте 1048,2 м метра над уровнем моря. Исток Куанды.
Площадь водной поверхности составляет 11,7 км², водосборная площадь — 96,3 км². Наибольшая глубина достигает 32 м. Минерализация не превышает 100 мг/дм³. Из юго-западной оконечности озера вытекает река Куанда.